# Danh sách thiên thể NGC (3001-4000)
Đây là danh sách các thiên thể NGC 3001 – 4000 từ Danh mục chung mới về các tinh vân và cụm sao (NGC). Danh mục thiên văn bao gồm chủ yếu các quần tinh, tinh vân và thiên hà. Các đối tượng khác trong danh mục có thể được tìm thấy trong các trang con khác của danh sách các thiên thể NGC.
Thông tin về chòm sao trong các bảng này được lấy từ Danh mục chung mới về các tinh vân và cụm sao của Jjiko. LE Dreyer, được truy cập bằng "Dịch vụ VizieR". Các loại thiên hà được xác định bằng Cơ sở dữ liệu ngoài thiên hà của NASA / IPAC. Dữ liệu khác của các bảng này là từ Cơ sở dữ liệu thiên văn SIMBAD  trừ khi có quy định khác.

## 3001–3100
| Số NGC | Tên khác   | Loại thiên thể            | Chòm sao      | Xích kinh (J2000) | Xích vĩ (J2000) | Cấp sao biểu kiến |
| ------ | ---------- | ------------------------- | ------------- | ----------------- | --------------- | ----------------- |
| 3001   |            | Thiên hà xoắn ốc          | Tức Đồng      | 09h 47m 18.7s     | 30° 26′ 15″     | 11.83             |
| 3021   |            | Thiên hà xoắn ốc          | Tiểu Sư       | 09h 50m 57s       | 33° 33′ 15″     | 12.2              |
| 3030   |            | Thiên hà                  | Trường Xà     | 09h 50m 10.5s     | −12° 13′ 35″    | 15                |
| 3031   | Messier 81 | Thiên hà xoắn ốc          | Đại Hùng      | 09h 55m 33.2s     | +69° 03′ 55″    | 8.1               |
| 3032   |            | Thiên hà dạng thấu kính   | Sư Tử         | 09h 52m 08.2s     | +29° 14′ 12″    | 13.0              |
| 3033   |            | Cụm sao mở                | Thuyền Phàm   | 09h 48m 30s       | −56° 26′        | 9.2               |
| 3034   | Messier 82 | Thiên hà vô định hình     | Đại Hùng      | 09h 55m 52.2s     | +69° 40′ 49″    | 9.2               |
| 3035   |            | Thiên hà xoắn ốc          | Lục Phân Nghi | 09h 51m 54.0s     | −06° 49′ 15″    | 13.5              |
| 3041   |            | Thiên hà xoắn ốc có thanh | Sư Tử         | 09h 53m 7.1s      | +16° 40′ 40″    | 10.36             |
| 3049   |            | Thiên hà xoắn ốc          | Sư Tử         | 09h 54m 49.8s     | +09° 16′ 17″    | 13.5              |
| 3054   |            | Thiên hà xoắn ốc          | Trường Xà     | 09h 54m 28.9s     | −25° 42′ 07″    | 12.2              |
| 3077   |            | Thiên hà vô định hình     | Đại Hùng      | 10h 03m 20.0s     | +68° 44′ 02″    | 10.9              |
| 3079   |            | Thiên hà xoắn ốc          | Đại Hùng      | 10h 01m 58.5s     | +55° 40′ 50″    | 11.2              |

## 3101–3200
| Số NGC          | Tên khác               | Loại thiên thể          | Chòm sao      | Xích kinh (J2000) | Xích vĩ (J2000) | Cấp sao biểu kiến |
| --------------- | ---------------------- | ----------------------- | ------------- | ----------------- | --------------- | ----------------- |
| 3109            |                        | Thiên hà vô định hình   | Trường Xà     | 10h 03m 06.7s     | −26° 09′ 32″    | 12                |
| 3110 (aka 3122) |                        | Thiên hà xoắn ốc        | Sư Tử         | 10h 04m 01.9s     | −06° 28′ 29″    | 13.5              |
| 3115            | Thiên hà Spindle       | Thiên hà dạng thấu kính | Lục Phân Nghi | 10h 05m 13.8s     | −07° 43′ 08″    | 11                |
| 3132            | Eight-Burst Nebula     | Tinh vân hành tinh      | Thuyền Phàm   | 10h 07m 01.8s     | −40° 26′ 11″    | 10.1              |
| 3169            |                        | Thiên hà xoắn ốc        | Lục Phân Nghi | 10h 14m 14.7s     | +03° 28′ 01″    | 10.3              |
| 3180            | (Nằm trong NGC 3184)   | Tinh vân khuếch tán     | Đại Hùng      | 10h 18m 17.0s     | +41° 25′ 26″    | 10.4              |
| 3181            | (Nằm trong NGC 3184)   | Tinh vân khuếch tán     | Đại Hùng      | 10h 18m 11.5s     | +41° 24′ 46″    |                   |
| 3182            |                        | Thiên hà xoắn ốc        | Đại Hùng      | 10h 19m 33.3s     | +58° 12′ 20″    | 13.0              |
| 3183            |                        | Thiên hà xoắn ốc        | Thiên Long    | 10h 21m 48.9s     | +74° 10′ 40″    | 12.5              |
| 3184            |                        | Thiên hà xoắn ốc        | Đại Hùng      | 10h 18m 17.0s     | +41° 25′ 26″    | 10.4              |
| 3185            |                        | Thiên hà xoắn ốc        | Sư Tử         | 10h 17m 38.7s     | +21° 41′ 17″    | 12.9              |
| 3186            |                        | Thiên hà                | Sư Tử         | 10h 17m 38.0s     | +06° 58′ 16″    | 15.0              |
| 3187            |                        | Thiên hà xoắn ốc        | Sư Tử         | 10h 17m 47.9s     | +21° 52′ 24″    | 13.8              |
| 3188            |                        | Thiên hà xoắn ốc        | Đại Hùng      | 10h 19m 42.8s     | +57° 25′ 25″    | 14.7              |
| 3189            | (Bản sao của NGC 3190) | Thiên hà xoắn ốc        | Sư Tử         | 10h 18m 05.6s     | +21° 49′ 52″    | 11.9              |
| 3190            |                        | Thiên hà xoắn ốc        | Sư Tử         | 10h 18m 05.6s     | +21° 49′ 52″    | 11.9              |
| 3191            |                        | Thiên hà xoắn ốc        | Đại Hùng      | 10h 19m 05.2s     | +46° 27′ 17″    | 13.9              |
| 3192            | (Bản sao của NGC 3191) | Thiên hà xoắn ốc        | Đại Hùng      | 10h 18m 58.4s     | +46° 27′ 16″    | 16.1              |
| 3193            |                        | Thiên hà elip           | Sư Tử         | 10h 18m 25.0s     | +21° 53′ 37″    | 12.4              |
| 3194            |                        | Thiên hà xoắn ốc        | Thiên Long    | 10h 17m 40.2s     | +74° 20′ 50″    | 13.9              |
| 3195            |                        | Tinh vân hành tinh      | Yển Diên      | 10h 09m 20.9s     | −80° 51′ 31″    |                   |
| 3196            |                        | Thiên hà                | Sư Tử         | 10h 18m 49.0s     | +27° 40′ 08″    | 15.7              |
| 3197            |                        | Thiên hà xoắn ốc        | Thiên Long    | 10h 14m 28.2s     | +77° 49′ 12″    | 14.5              |
| 3198            |                        | Thiên hà xoắn ốc        | Đại Hùng      | 10h 19m 54.8s     | +45° 33′ 01″    | 10.7              |
| 3199            |                        | Tinh vân khuếch tán     | Thuyền Để     | 10h 16m 32.8s     | −57° 56′ 02″    |                   |
| 3200            |                        | Thiên hà xoắn ốc        | Trường Xà     | 10h 18m 36.4s     | −17° 58′ 57″    | 12.3              |

## 3201–3300
| Số NGC | Tên khác                           | Loại thiên thể          | Chòm sao    | Xích kinh (J2000) | Xích vĩ (J2000) | Cấp sao biểu kiến |
| ------ | ---------------------------------- | ----------------------- | ----------- | ----------------- | --------------- | ----------------- |
| 3201   |                                    | Cụm sao cầu             | Thuyền Phàm | 10h 17m 36.8s     | −46° 24′ 40″    | 9.2               |
| 3218   | (Bản sao của NGC 3183)             | Thiên hà xoắn ốc        | Thiên Long  | 10h 21m 48.9s     | +74° 10′ 40″    | 12.5              |
| 3226   |                                    | Thiên hà elip           | Sư Tử       | 10h 23m 27.1s     | +19° 53′ 55″    | 13.3              |
| 3227   |                                    | Thiên hà xoắn ốc        | Sư Tử       | 10h 23m 30.6s     | +19° 51′ 54″    | 13.5              |
| 3239   |                                    | Thiên hà vô định hình   | Sư Tử       | 10h 25m 00s       | 17° 09′ 00″     | 13.5              |
| 3242   | Tinh vân Mắt Mèo; Bóng Ma Mộc Tinh | Tinh vân hành tinh      | Trường Xà   | 10h 24m 46.1s     | −18° 38′ 33″    | 10.3              |
| 3244   |                                    | Thiên hà xoắn ốc        | Tức Đồng    | 10h 25m 29.2s     | −39° 49′ 40″    | 12.3              |
| 3245   |                                    | Thiên hà dạng thấu kính | Tiểu Sư     | 10h 27m 18.5s     | +28° 30′ 25″    | 11.6              |
| 3265   |                                    | Thiên hà elip           | Tiểu Sư     | 10h 31m 06.8s     | +28° 47′ 47″    | 14.1              |
| 3293   |                                    | Cụm sao mở              | Thuyền Để   | 10h 35m 48.8s     | −58° 13′ 00″    | 4.8               |

## 3301–3400
| Số NGC | Tên khác                              | Loại thiên thể                                          | Chòm sao  | Xích kinh (J2000) | Xích vĩ (J2000) | Cấp sao biểu kiến |
| ------ | ------------------------------------- | ------------------------------------------------------- | --------- | ----------------- | --------------- | ----------------- |
| 3310   |                                       | Thiên hà xoắn ốc                                        | Đại Hùng  | 10h 38m 45.9s     | +53° 30′ 12″    | 11.0              |
| 3311   |                                       | Thiên hà elip                                           | Trường Xà | 10h 36m 43.3s     | −27° 31′ 41″    | 13                |
| 3312   |                                       | Thiên hà xoắn ốc                                        | Trường Xà | 10h 37m 02.3s     | −27° 33′ 54″    | 12.7              |
| 3314   |                                       | Thiên hà xoắn ốc bị che khuất bởi Thiên hà xoắn ốc khác | Trường Xà | 10h 37m 12.8s     | −27° 41′ 04″    | 13.1              |
| 3319   |                                       | Thiên hà xoắn ốc có thanh                               | Đại Hùng  | 10h 39m 09s       | +41° 41′ 12″    | 11.07             |
| 3344   |                                       | Thiên hà xoắn ốc                                        | Tiểu Sư   | 10h 43m 31.1s     | +24° 55′ 20″    | 10.5              |
| 3351   | Messier 95                            | Thiên hà xoắn ốc                                        | Sư Tử     | 10h 43m 57.7s     | +11° 42′ 13″    | 11.2              |
| 3359   |                                       | Thiên hà xoắn ốc                                        | Đại Hùng  | 10h 46m 36.6s     | +63° 13′ 25″    | 11.0              |
| 3368   | Messier 96                            | Thiên hà xoắn ốc                                        | Sư Tử     | 10h 46m 45.8s     | +11° 49′ 10″    | 10.0              |
| 3369   |                                       | Thiên hà dạng thấu kính                                 | Trường Xà | 10h 46m 44.9s     | −25° 14′ 34″    | 14.6              |
| 3370   |                                       | Thiên hà xoắn ốc                                        | Sư Tử     | 10h 47m 04.2s     | +17° 16′ 23″    | 12.4              |
| 3371   | (Bản sao của NGC 3384)                | Thiên hà dạng thấu kính                                 | Sư Tử     | 10h 48m 16.9s     | +12° 37′ 43″    | 10.0              |
| 3372   | Tinh vân Eta Carina; Tinh vân Lỗ Khóa | Tinh vân khuếch tán                                     | Thuyền Để | 10h 44m 19.0s     | −59° 53′ 21″    |                   |
| 3379   | Messier 105                           | Thiên hà elip                                           | Sư Tử     | 10h 47m 49.8s     | +12° 34′ 55″    | 9.6               |
| 3384   |                                       | Thiên hà dạng thấu kính                                 | Sư Tử     | 10h 48m 16.9s     | +12° 37′ 43″    | 10.0              |

## 3401–3500
| Số NGC | Tên khác | Loại thiên thể   | Chòm sao | Xích kinh (J2000) | Xích vĩ (J2000) | Cấp sao biểu kiến |
| ------ | -------- | ---------------- | -------- | ----------------- | --------------- | ----------------- |
| 3486   |          | Thiên hà xoắn ốc | Tiểu Sư  | 11h 00m 24.1s     | +28° 58′ 32″    | 11.2              |

## 3501–3600
| Số NGC | Tên khác                    | Loại thiên thể          | Chòm sao  | Xích kinh (J2000) | Xích vĩ (J2000) | Cấp sao biểu kiến |
| ------ | --------------------------- | ----------------------- | --------- | ----------------- | --------------- | ----------------- |
| 3518   | (Bản sao của NGC 3110)      | Thiên hà xoắn ốc        | Sư Tử     | 10h 04m 01.9s     | −06° 28′ 29″    | 13.5              |
| 3521   |                             | Thiên hà xoắn ốc        | Sư Tử     | 11h 05m 48.9s     | −00° 02′ 06″    | 10.1              |
| 3532   |                             | Cụm sao mở              | Thuyền Để | 11h 05m 33s       | −58° 44′        | 3.3               |
| 3539   |                             | Thiên hà dạng thấu kính | Đại Hùng  | 11h 09m 08.8s     | +28° 40′ 21″    |                   |
| 3545   |                             | Thiên hà elip           | Đại Hùng  | 11h 10m 12.7s     | +36° 57′ 56″    |                   |
| 3545B  |                             | Thiên hà elip           | Đại Hùng  | 11h 10m 13.2s     | +36° 58′ 00″    |                   |
| 3550   |                             | Thiên hà dạng thấu kính | Đại Hùng  | 11h 10m 38.3s     | +28° 46′ 04″    |                   |
| 3552   |                             | Thiên hà dạng thấu kính | Đại Hùng  | 11h 10m 42.8s     | +28° 41′ 25″    |                   |
| 3553   |                             | Thiên hà dạng thấu kính | Đại Hùng  | 11h 10m 40.3s     | +28° 51′ 09″    |                   |
| 3554   |                             | Thiên hà elip           | Đại Hùng  | 11h 10m 47.8s     | +28° 39′ 38″    |                   |
| 3556   | Messier 108                 | Thiên hà xoắn ốc        | Đại Hùng  | 11h 11m 31.3s     | +55° 40′ 31″    | 10.7              |
| 3576   |                             | Tinh vân khuếch tán     | Thuyền Để | 11h 11m 49.8s     | −61° 18′ 14″    |                   |
| 3587   | Messier 97; Tinh vân Con Cú | Tinh vân hành tinh      | Đại Hùng  | 11h 14m 47.7s     | +55° 01′ 09″    |                   |
| 3593   |                             | Thiên hà xoắn ốc        | Sư Tử     | 11h 14m 37.1s     | +12° 49′ 03″    | 11.8              |
| 3596   |                             | Thiên hà xoắn ốc        | Sư Tử     | 11h 15m 06.3s     | +14° 47′ 12″    | 11.7              |

## 3601–3700
| Số NGC | Tên khác   | Loại thiên thể      | Chòm sao  | Xích kinh (J2000) | Xích vĩ (J2000) | Cấp sao biểu kiến |
| ------ | ---------- | ------------------- | --------- | ----------------- | --------------- | ----------------- |
| 3603   |            | Tinh vân khuếch tán | Thuyền Để | 11h 15m 09.1s     | −61° 16′ 17″    | 10.1              |
| 3621   |            | Thiên hà xoắn ốc    | Trường Xà | 11h 18m 16.8s     | −32° 48′ 49″    | 10.0              |
| 3623   | Messier 65 | Thiên hà xoắn ốc    | Sư Tử     | 11h 18m 55.8s     | +13° 05′ 32″    | 9.6               |
| 3627   | Messier 66 | Thiên hà xoắn ốc    | Sư Tử     | 11h 20m 15.1s     | +12° 59′ 22″    | 8.9               |
| 3628   |            | Thiên hà xoắn ốc    | Sư Tử     | 11h 20m 16.9s     | +13° 35′ 14″    | 11.5              |
| 3629   |            | Thiên hà xoắn ốc    | Sư Tử     | 11h 20m 31.9s     | +26° 57′ 47″    | 12.9              |
| 3690   |            | Tương tác thiên hà  | Đại Hùng  | 11h 28m 33.1s     | +58° 33′ 54″    | 11.8              |

## 3701–3800
| Số NGC | Tên khác      | Loại thiên thể            | Chòm sao    | Xích kinh (J2000) | Xích vĩ (J2000) | Cấp sao biểu kiến |
| ------ | ------------- | ------------------------- | ----------- | ----------------- | --------------- | ----------------- |
| 3758   | Markarian 739 |                           | Sư Tử       |                   |                 |                   |
| 3766   |               | Cụm sao mở                | Bán Nhân Mã | 11h 36m 13.3s     | −61° 36′ 55″    | 5.7               |
| 3773   |               | Thiên hà dạng thấu kính   | Sư Tử       | 11h 38m 13.1s     | +12° 06′ 43″    | 13.1              |
| 3783   |               | Thiên hà xoắn ốc có thanh | Bán Nhân Mã | 11h 39m 01.721s   | –37° 44′ 18.60″ |                   |

## 3801–3900
| Số NGC | Tên khác | Loại thiên thể     | Chòm sao | Xích kinh (J2000) | Xích vĩ (J2000) | Cấp sao biểu kiến |
| ------ | -------- | ------------------ | -------- | ----------------- | --------------- | ----------------- |
| 3808A  |          | Tương tác thiên hà | Sư Tử    | 11h 40m 44.2s     | +22° 25′ 46″    | 14.1              |
| 3808B  |          | Tương tác thiên hà | Sư Tử    | 11h 40m 44.5s     | +22° 26′ 48″    | 15                |
| 3842   |          | Thiên hà elip      | Sư Tử    | 11h 44m 02.1s     | +19° 56′ 59″    | 12.5              |
| 3862   |          | Thiên hà elip      | Sư Tử    | 11h 44m 05.0s     | +19° 36′ 23″    | 14                |
| 3877   |          | Thiên hà xoắn ốc   | Đại Hùng | 11h 46m 07.8s     | +47° 29′ 41″    | 11.8              |

## 3901–4000
| Số NGC | Tên khác    | Loại thiên thể          | Chòm sao    | Xích kinh (J2000) | Xích vĩ (J2000) | Cấp sao biểu kiến |
| ------ | ----------- | ----------------------- | ----------- | ----------------- | --------------- | ----------------- |
| 3918   |             | Tinh vân hành tinh      | Bán Nhân Mã | 11h 50m 17.7s     | −57° 10′ 57″    | 10.0              |
| 3938   |             | Thiên hà xoắn ốc        | Đại Hùng    | 11h 52m 49.5s     | +44° 07′ 13″    | 11.0              |
| 3949   |             | Thiên hà xoắn ốc        | Đại Hùng    | 11h 53m 41.9s     | +47° 51′ 29″    | 10.9              |
| 3953   |             | Thiên hà xoắn ốc        | Đại Hùng    | 11h 53m 49.1s     | +52° 19′ 37″    | 10.8              |
| 3982   |             | Thiên hà xoắn ốc        | Đại Hùng    | 11h 56m 28.3s     | +55° 07′ 29″    | 11.6              |
| 3992   | Messier 109 | Thiên hà xoắn ốc        | Đại Hùng    | 11h 57m 35.9s     | +53° 22′ 35″    | 10.7              |
| 3999   |             | Thiên hà dạng thấu kính | Sư Tử       | 11h 57m 56.5s     | +25° 04′ 05″    | 15.7              |